# Simone del Pollaiuolo

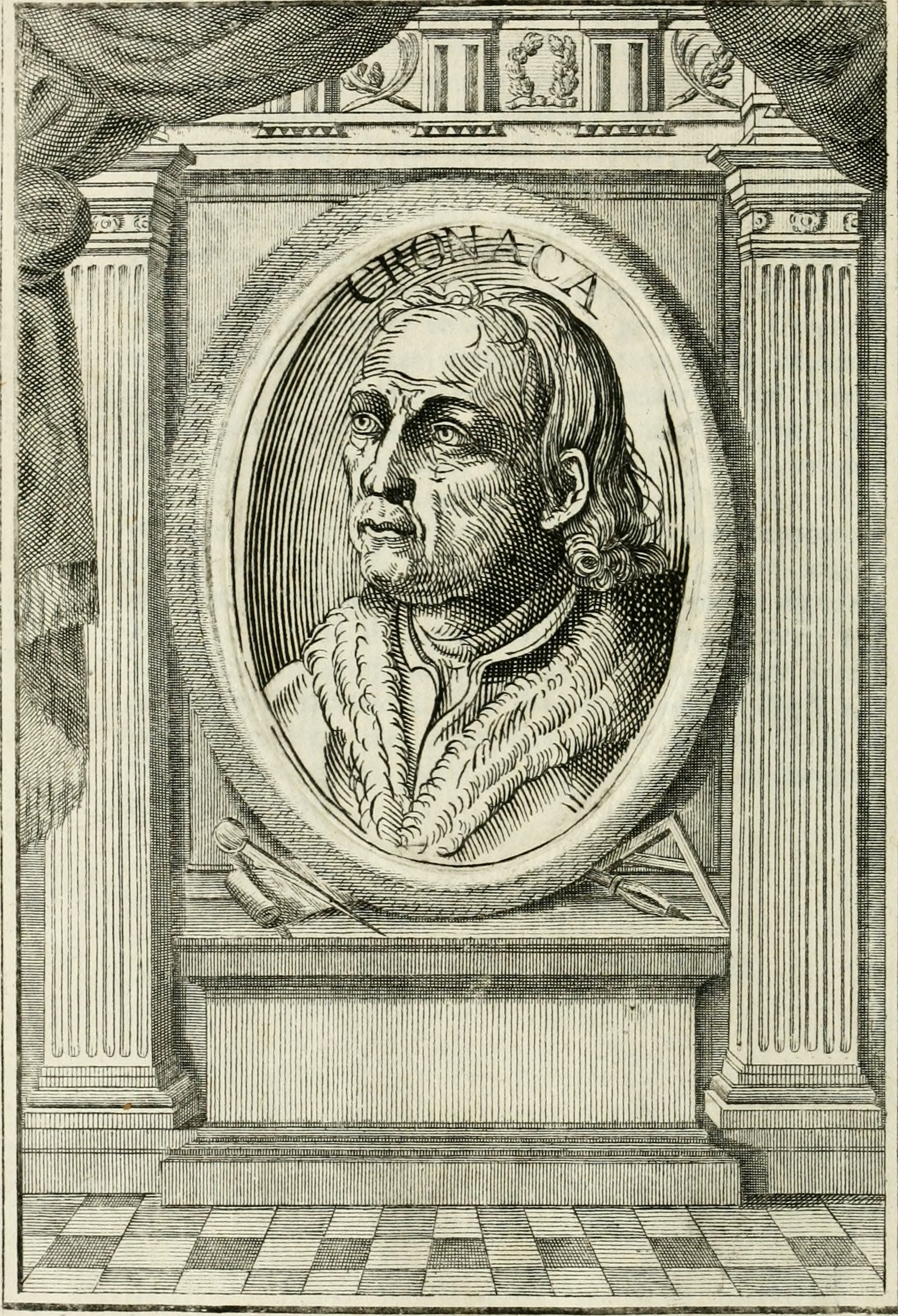
Simone del Pollaiuolo

Simone del Pollaiuolo, genannt il Cronaca (* 30. Oktober 1457 in Florenz; † 27. September 1508 ebenda), war ein italienischer Architekt der Renaissance. Er entstammte einer berühmten Künstlerfamilie aus Florenz. Wie viele andere aus seiner Familie auch verbrachte Cronaca eine Reihe von Jahren, genauer gesagt die Zeit zwischen 1475 und 1485, zum Studium der antiken Bauwerke in Rom. Seine Mitarbeit bzw. Bauleitung ist für eine Reihe von florentinischen Bauwerken belegt, bei anderen wird seine Beteiligung jedoch nur vermutet. Seit etwa 1495 ist er der Dombaumeister von Florenz.

## Werke
- Vor allem durch den berühmten Florentiner Prachtpalast Palazzo Strozzi ist sein Name bekannt geworden. Allerdings wird nicht selten, aber wohl fälschlicherweise der Bau als Werk von Benedetto da Maianos ausgegeben, ja teilweise wird er auch Giuliano da Sangallo zu geschrieben. Ohne Zweifel ist jedoch, dass Cronaca ab 1497 die Leitung des Baus innehatte, dass von ihm das imposante Kranzgesims des Palazzo entworfen wurde und dass er für die Gestaltung des Hofes verantwortlich zeichnet.
- Vermutlich nach seinen Plänen wurde 1489 der Palazzo Horne in Florenz erbaut.
- Sehr wahrscheinlich ist es, dass er den Palazzo Guadagni an der Piazza Santo Spirito in Florenz entworfen hat.
- Seine Mitarbeit an der Florentiner Kirche Santa Maria delle Carceri in Prato ist seit 1492 für den Bereich des Vestibüls verbürgt. Hier unterstützte er Giuliana da Sangallo, der die Hauptverantwortung für den Kirchenbau trug.
- Gemeinsam mit Antonio Sangallo dem Älteren errichtete er 1495/96 den Salone dei Cinquecento, den Saal für den Rat der Fünfhundert, im Palazzo Vecchio auf Veranlassung des Dominikanerpredigers Savonarola. Für diesem repräsentativen Saal sollten seit 1503/1504 Leonardo da Vinci und Michelangelo je ein großes Wandgemälde anfertigen. Keines der beiden Bilder wurde je vollendet.
- Auch beim Bau einer der berühmtesten Florentiner Kirchen, nämlich von Santo Spirito, war Cronaca beteiligt. Ihm schreibt man die Planung der Sakristei mit Vorhalle zu, die nach der Errichtung des eigentlichen Kirchenschiffes in den Jahren 1497–1499 angebaut wurde.
- 1504 vollendete er die Kirche des Franziskanerordens San Salvatore al Monte in Florenz.